# Bombardeo de Belgrado (1944)
El bombardeo de Belgrado de los días 16 y 17 de abril de 1944 a cargo de los Aliados, se produjo en el marco de la Segunda Guerra Mundial, cuando fuerzas anglo-estadounidenses atacaron objetivos estratégicos con el fin de aniquilar las posiciones alemanas y facilitar la liberación de la ciudad, consumada en una operación conjunta de los Partisanos yugoslavos y el Ejército Rojo a finales de ese año.

## Desarrollo

Imagen aérea de la USAF de los bombardeos efectuados sobre Belgrado el 17 de abril de 1944. Los lugares alcanzados figuran señalados con puntos blancos, y se puede observar que sus objetivos eran la estación de ferrocarril, el puerto fluvial y los puentes sobre el río Sava, pero también cómo fue alcanzado el campo de concentración de Sajmište (inmediatamente en la otra orilla del río) donde entre 80 y 200 judíos fallecieron a causa del bombardeo.

En el punto culminante de la liberación de los Balcanes, y con el fin de debilitar las defensas alemanas en la capital yugoslava, Belgrado fue bombardeada por las fuerzas aéreas anglo-estadounidenses el 16 y 17 de abril de 1944 (este último el día de la Pascua ortodoxa). La unidad más importante que tomó parte fue la 15.ª Fuerza Aérea de las Fuerzas Aéreas del Ejército de los Estados Unidos, con base en Foggia, en el sur de Italia. Este bombardeo en alfombra fue ejecutado por 600 bombarderos volando a gran altura. Las víctimas civiles fueron estimadas en unos 1160, mientras que las bajas alemanas fueron únicamente de 18 militares. Durante este bombardeo, fue alcanzado por error el campo de concentración de Sajmište, habitado por refugiados judíos, muriendo entre 80 y 200 de ellos. El campo se encontraba cercano a varios puentes, la zona portuaria y un nudo ferroviario, que eran considerados objetivos estratégicos de los ataques.
Belgrado fue bombardeada nuevamente el 6 y 8 de septiembre de 1944 con cerca de 120 Boeing B-17 Flying Fortress de la 15.ª Fuerza Aérea estadounidense, escoltados por aviones de combate. Tras estas operaciones, edificios y áreas residenciales fueron también destruidos, así como todos los puentes de la ciudad, con el fin de dificultar la retirada alemana. Se estima que durante la Segunda Guerra Mundial unos 50 000 ciudadanos de Belgrado perdieron la vida. Las secuelas del conflicto y la ocupación fueron terribles para la ciudad, que tardó décadas en recuperarse.
Durante sus operaciones sobre Yugoslavia, 1152 aviadores estadounidenses que habían sido abatidos fueron salvados por la resistencia y transportados en avión desde Yugoslavia, 795 con la ayuda de los partisanos yugoslavos y 356 con la ayuda de los chetniks serbios, dentro de la denominada Operación Halyard.